# Probolus provancheri
Probolus provancheri là một loài tò vò trong họ Ichneumonidae.